# Frag Dolls
Les Frag Dolls étaient un groupe de joueuses de jeux vidéos, sélectionnées et employées par l'éditeur Ubisoft, dans l’objectif de promouvoir les jeux édités par l’entreprise, notamment par la participation à des tournois de esport. Le nom de Frag Dolls renvoie à trois équipes différentes, une aux États-Unis, une au Royaume-Uni et une en France. Ubisoft a annoncé la dissolution des Frag Dolls le 29 mai 2015. 

## Frag Dollsaux États-Unis

### Histoire
Le premier groupe de Frag Dolls a vu le jour grâce à une annonce sur le site Craigslist, en 2004 : il était alors composé de sept membres, connues sous leur pseudonyme de joueuses : Brookelyn, Eekers, Jinx (en), Katscratch, Rhoulette, Seppuku, et Valkyrie. Deux employés d’Ubisoft, Nate Mordo et Rhoulette, ont aidé à la création et à la mise en place du groupe. Eekers, une des sept Frag Dolls d’origine, quitta le groupe en août 2015. Katscratch, autre membre d’origine, partit en mai 2006. Arrivèrent alors deux nouvelles Frag Dolls, Calyber et Psyche, recrutées par le biais d’un show de télé-réalité en ligne, produit par le site web spécialisé GameTrailers. 
Pendant la QuakeCon de 2007, les Frag Dolls annoncèrent l’ouverture d’un casting afin de recruter de nouvelles membres. Il devint alors possible de postuler en ligne. Huit finalistes se rendirent à Seattle dans le cadre de la Penny Arcade Expo, et deux nouvelles membres y furent choisies : Pyra et Mischief. Les Frag Dolls annoncèrent l’arrivée de Phoenix dans leur groupe à la Major League Gaming de Dallas en 2008. Pour le premier événement à la suite de son arrivée, elles participèrent à un tournoi du jeu Rainbow Six : Vegas 2 et terminèrent à la seizième place.
Le 1er novembre 2008, les Frag Dolls informèrent du départ de Calyber et Mishchief. L’équipe était alors constituée de Rhoulette, Brookelyn, Seppuku, Valkyrie, Psyche, Pyra et Phoenix. Rhoulette, Brookelyn, Seppuku et Valkyrie étaient les quatre dernières membres de l’équipe d'origine encore présentes. 
Le 1er avril 2009, elles annoncèrent l’ouverture d’un casting visant à recruter une ou deux nouvelles membres. Huit finalistes furent choisies parmi dix-huit semi-finalistes, sélectionnées par un vote du public, une entrevue téléphonique et une compétition via la plateforme Xbox Live de trois jeux : Rainbow Six: Vegas 2, Call of Duty 4, et Halo 3. Les huit semi-finalistes furent envoyées à Los Angeles pour l’Electronic Entertainment Expo (E3), où elles durent encore s’affronter. Les deux gagnantes, Fidget et Spectra, rejoinrent les Frag Dolls à la fin de ce processus de sélection. 
Pyra et Seppuku quittèrent le groupe en septembre 2009. Quelques semaines après l’E3 de 2010, les Frag Dolls annoncèrent avoir recruté deux nouvelles membres, SiREN et Glitch, au sein du groupe de cadettes des Frag Dolls, sans casting ouvert au public. Cette décision démontra les bénéfices que tiraient les cadettes de leur participation au programme, et encouragea les aspirantes Frag Dolls à rester motivées et à se faire remarquer. 
En février 2011, Psyche quitta le groupe, pour pouvoir se dédier entièrement à son emploi chez Ubisoft.
Ainsi, les Frag Dolls ouvrirent un nouveau casting en août 2011. Ce fut l’occasion d’envoyer onze jeunes femmes, toutes issues du groupe des cadettes des Frag Dolls, à la Comic Con de San Diego, où elles purent démontrer leurs compétences en prise de parole en public, interaction avec la foule et en démonstration de jeu vidéo. Par ailleurs, il était demandé aux finalistes de faire la démonstration de leur aisance devant la caméra, en situation d’interview, en présentant des candidatures vidéos sur la chaine YouTube des Frag Dolls. L’équipe annonça quelque temps après que Sabre et Pixxel, qui avaient gagné la compétition, rejoignaient le groupe. 
Les Frag Dolls subirent un changement drastique quand deux de leurs membres originelles, Rhoulette et Brookelyn, quittèrent l’équipe en septembre et novembre 2011. Ainsi, Valkyrie devint la seule membre des Frag Dolls présente depuis la création du groupe. 
Cependant, les Frag Dolls prouvèrent qu’elles avaient des grands projets juste après la nouvelle année. En janvier 2012, elles recrutèrent une nouvelle membre, Cryptik, parmi les cadettes du groupe. Valkyrie annonça également que l’équipe serait complétée par une ou deux nouvelles membres avant la fin de l’année. 
Peu après, fin janvier 2012, de nouveaux changements advinrent, et Jinx annonce quitter les Frag Dolls après avoir reçu une proposition d’emploi de Rooster Teeth. Moins de deux mois après, Glitch s’était également retirée de l’équipée, les Frag Dolls étaient alors au nombre de sept : Cryptik, Fidget, Pixxel, Sabre, SiREN, Spectra et Valkyrie. Rapidement, Fidget quitta le groupe, qui retomba à six membres. 
En août 2012, les Frag Dolls annoncèrent un nouvel appel à candidatures. Plutôt que de choisir parmi le réservoir de cadettes, elles décidèrent d’ouvrir ce casting au public. Les deux nouvelles membres, Daze et Esper, intégrèrent le groupe en octobre 2012. Cryptik annonça son départ au même moment. 
Le 29 mai 2015, Ubisoft annonça la dissolution des Frag Dolls. Morgan Romine expliqua que la communauté des joueurs de jeux vidéos avait évolué et que voir des femmes jouer aux jeux vidéos n’était plus ni inhabituel, ni atypique. 

### Activités et objectifs
Les Frag Dolls participaient à des événements de l’industrie des jeux vidéos, et étaient des joueuses professionnelles qui prenaient part à des compétitions, en ligne et hors-ligne. Les membres de l'équipe étaient des ambassadrices du jeu compétitif, en tournée avec le circuit professionnel de la Major League Gaming pendant la saison 2005 et la saison 2007. En décembre 2006, elles terminèrent premières dans le tournoi du jeu Rainbow Six : Vegas 2 de la Cyberathlete Professional League, devenant ainsi la première équipe exclusivement féminine à remporter un tournoi professionnel de esport. 
La mission principale des Frag Dolls était d’encourager les femmes à jouer aux jeux vidéos, en offrant de la représentation. L’équipe assurait la promotion des jeux pendant les interviews et les événements. Katscratch, Valkyrie, et Rhoulette prirent la parole à la Women’s Gaming Conférence à Austin, au Texas, en octobre 2005. Elles y présentèrent leurs missions en tant que Frag Dolls, expliquant comment elles essayaient de changer l’image et le regard porté sur les joueuses de jeux vidéo, et comment elles essayaient d’attirer l’attention de l’industrie sur l’opportunité que représentait le marché féminin. En février 2006, les Frag Dolls participèrent à la conférence de l'association Women in Games International à San Francisco (Californie), proposant des tables-rondes nommées « les femmes qui jouent (Women Who Play) ». Elles firent également une apparition à la conférence de Women in Games International à Dallas, au Texas, en avril 2006. 
Peu après le casting de Daze et Esper, les Frag Dolls commencèrent leur entraînement pour des compétitions des jeux ShootMania Storm et Call of Duty : Black Ops II. L’équipe jouant à ShootMania Storm était constituée de Esper, Pixxel et Sabre, rejointes un peu plus tard par SiREN. Elles ont concouru à la qualification de PAX East pour le tournoi ShootMania Launch, et plus tard Esper participa au tournoi de San Francisco ShootMania, avec 100 000 $ de gains, avec les High Rollers Gaming. 

## LesFrag Dollsau Royaume-Uni
Face au succès des Frag Dolls américaines, Ubisoft décida de procéder au même genre de recrutement au Royaume-Uni, en 2005. Cinq Frag Dolls formèrent la nouvelle équipe : Jam, Kitt, Sarin, Voodoo, et Lucky. Dépassée par la charge de travail de ses études, Lucky quitta rapidement le groupe, mais Ubisoft ne la remplaça pas ; Lucky et le groupe n’avaient pas eu le temps de créer de lien entre elles, ni avec leur fanbase. En juillet 2006, Voodoo quitta également le groupe, pour former une équipé concurrente avec une autre joueuse. Ubisoft ne fit aucun commentaire sur ce départ, mais annonça recruter deux nouvelles membres. 
À la différence des Frag Dolls américaines, devenues des ambassadrices du jeu professionnel, les Frag Dolls anglo-saxonnes défendaient l’image d’un jeu plus fun et décontracté. Leur groupe fut dissout le 30 juin 2008. 

## LesFrag Dollsen France
Ubisoft étant une entreprise française, le troisième territoire choisi dans le cadre du projet des Frag Dolls fut la France. Un casting permit de nommer, le 20 novembre 2005, cinq Frag Dolls : Arwen, Katana, L!lie, Meiko, et Mya. 
Toutes étaient étudiantes et avaient été choisies sur la d’épreuves orale et écrites de motivation, ainsi que de leurs compétences techniques de jeu. Elles étaient tenues de s’entraîner douze heures par semaine (chaque heure était rémunérée 10 euros), grâce à un matériel et des jeux fournis par Ubisoft.
L!lie quitta l’équipe au bout de trois mois, expliquant vouloir se consacrer à ses études et se focaliser sur le jeu Counter-Strike. Le groupe fut dissout en décembre 2007. 

## LesFrag Dollscadettes
En juin 2009, les Frag Dolls annoncèrent l’ouverture de la Cadette Academy, décrite comme un stage pour les femmes souhaitant travailler dans l’industrie des jeux vidéo. Il y eut sept promotions de cadettes : Automne 2009 (aout 2009 – février 2010), Printemps 2010 (mars 2010 – août 2010), automne 2010 (août 2010 – janvier 2011), printemps 2011 (janvier 2011 – juillet 2011), automne 2011 (juillet 2011 – janvier 2012), la classe des cadettes de 2012 (janvier 2012 – décembre 2012), et la classe des cadettes de 2013 (janvier 2013 – décembre 2013).
La durée du stage fut allongée en janvier 2012, passant de six mois à un an. La taille des promotions fut également réduite, permettant de donner plus d’attention aux cadettes (entre huit et douze), et le programme fut repensé pour augmenter le nombre d’expériences marketing. Les cadettes devaient également réaliser un projet de groupe. 
L’Académie des cadettes était également un réservoir de recrutement pour de futures Frag Dolls. Deux membres de la promotion d’automne 2009, Sarah et Krystal, devinrent Frag Dolls, sous les pseudos Glitch et SiREN. En août 2011, Edelita (promotion du printemps 2011) et Kimberly (promotion de l’automne 2010), furent promues Frag Dolls et rejoignent le groupe sous les pseudonymes Pixxel et Sabre. En octobre 2012, Sunie_FDC de la classe des cadettes de 2010 devint Frag Doll, sous le pseudonyme Esper.